# Costa do Ouro Dinamarquesa
A Costa do Ouro dinamarquesa foi uma colónia dinamarquesa no litoral do Golfo da Guiné, na África Ocidental, em partes do território do actual Gana.

## História
Em 20 de abril de 1663, a apreensão dinamarquesa do Forte de Christiansborg e Carlsborg (Cape Castle) completaram a anexação dos assentamentos da Costa do Ouro (Colónia Sueca). De 1674-1755 os assentamentos foram administrados pela Companhia das Índias Ocidentais Dinamarquesas.
Entre Dezembro de 1680 a 29 de Agosto 1682, os portugueses ocuparam o Forte de Christiansborg.
Em 1750 foi transformada numa colónia da coroa dinamarquesa.
De 1782 a 1785 esteve sob ocupação britânica. Em 30 de março de 1850 todos os assentamentos e fortalezas da Costa do Ouro (Colónia Dinamarquesa) do Reino da Dinamarca territoriais da Dinamarca foram vendidos à Grã-Bretanha e posteriormente incorporadas à Costa do Ouro (Colónia da Grã- Bretanha).
O título do seu administrador colonial chefe era Opperhoved (singular, às vezes prestado em inglês como Chief Station) desde 1658, apenas em 1766 foi alterado para governador.